# 崇德隧道 (台9線)
崇德隧道是台灣花蓮縣秀林鄉的一座公路隧道，位於台九線蘇花公路上，隧道北口設有崇德遊憩區的崇德步道可欣賞清水斷崖，隧道南口則有石硿仔古道（現已封閉）。
崇德隧道於民國45年（1956年）興建，民國76年（1987年）12月6日進行雙線擴充，民國79年（1990年）8月10日雙線擴充竣工，長度325.25公尺。

## 蘇花安路廊的「崇德隧道」興建方案
「蘇花公路安全提升計畫」（蘇花安）和仁~崇德路段的環評文件中，其中方案2及方案3的長隧道（二號隧道）亦以崇德隧道稱之，它穿越太魯閣國家公園及中央山脈。方案2總長10.2公里，隧道北口與引橋0.3公里及路工銜接後連結蘇花改中仁隧道，南端約於崇德車站附近出露。是蘇花安計畫中最長的一座隧道，也將可能是既國道五號雪山隧道台灣第二長公路隧道及台灣省道最長公路隧道（如不計算谷風隧道及觀音隧道加總）。此隧道與蘇花改隧道（除仁水隧道）同規格（快車道3.5公尺,車道寬7.8公尺）並採雙孔單向設計，並設置橫坑隧道2處，採用點排式通風系統，南北向各設置一車道，路肩為緊急救援車道及大客車專用道，車道寬3.5公尺，隧道內速限比照蘇花改為最高限速70公里及最低限速50公里。
根據2022年8月12日的環評文件，隧道的部分縮為9.7公里（採用方案3）。2023年更新環評文件，回歸2021年環評文件方案（方案2之10.2公里長隧道）。
2023年，蘇花安和仁~崇德段進行部落會議方案投票，此段相關之卡那岸（和仁）、得吉利（崇德）兩部落表決通過興建外環道、崇德隧道、崇德服務區等蘇花安和仁~崇德段之方案。

## 外部連結
- 台9線蘇花公路安全提升計畫環境影響說明書 行政院環境部 （页面存档备份，存于）